# بنجامين ليكومت
بنجامين ليكومت (26 أبريل 1991 بباريس في فرنسا - ) (بالفرنسية: Benjamin Lecomte)‏ هو لاعب كرة قدم فرنسي في مركز حراسة المرمى. شارك مع منتخب فرنسا تحت 18 سنة لكرة القدم ومنتخب فرنسا تحت 19 سنة لكرة القدم ومنتخب فرنسا تحت 20 سنة لكرة القدم. أما مع النوادي، فقد لعب مع نادي ديجون ونادي لوريان.

## وصلات خارجية
- بنجامين ليكومت على موقع الاتحاد الأوربي (الإنجليزية)
- بنجامين ليكومت على موقع رابطة كرة القدم الفرنسية للمحترفين (الإنجليزية)
- بنجامين ليكومت على موقع قاعدة بيانات كرة القدم.إي يو (الإنجليزية)
- بنجامين ليكومت على موقع ليكيب (الفرنسية)
- بنجامين ليكومت على موقع Soccerway.com (الإنجليزية)
- بنجامين ليكومت على موقع عالم كرة القدم.نت (الإنجليزية)
- بنجامين ليكومت على موقع AS.com (الإسبانية)